# Margot Heuman
Margot Cecile Heuman (prononcé : [hɔʏman]), née Margot Cecile Heumann le 17 février 1928 et décédée le 11 mai 2022, est une survivante de l'Holocauste américaine d'origine allemande. En tant que lesbienne, elle est la première femme juive homosexuelle connue à avoir survécu aux camps de concentration nazis.
Quand Heuman a dix ans, elle et sa sœur cadette sont expulsées de l'école publique car elles sont juives. En 1942, la famille Heumann est envoyée au camp de Theresienstadt. Dans la résidence de jeunes du camp, elle rencontre une jeune fille autrichienne nommée Ditha Neumann avec laquelle elle démarre une relation intime secrète. En 1943 ou 1944, les deux familles sont déportées à Auschwitz. Heuman choisit de prendre part à la sélection pour le travail forcé afin de rester avec Neumann.
Le groupe de femmes sélectionnées pour le travail forcé est emmené au camp de Neuengamme, où Heuman et Neumann dorment ensemble dans les baraquements et effectuent des marchandages sexuels avec des hommes afin d'obtenir de la nourriture. En avril 1945, les SS ferment Neuengamme et les femmes sont emmenées vers le camp de Bergen-Belsen. Le 15 avril 1945, elle est libérée par les soldats anglais.
Après avoir passé deux ans en Suède et y ayant fréquenté l'école, elle déménage aux États-Unis. Elle travaille pour une agence de publicité à New York, et se met en couple avec l'éditrice du journal The New Yorker Lu Burke. Elle épouse plus tard un collègue masculin d'une autre agence de publicité afin d'avoir des enfants. À la suite d'une liaison avec une autre femme mariée, elle divorce dans les années 70.
La vie de Heumann est censurée par de multiples archives liées à l'Holocauste, qui décrivent initialement Neumann comme sa meilleure amie plutôt que sa compagne malgré son ouverture sur la nature de leur relation. Des interviews avec l'historienne Anna Hájkova incluent cependant des détails sur cette relation queer ; en juin 2021 sort une pièce documentaire appelée The Amazing Life of Margot Heuman, basée sur les interview de Hájková. Heumann décède dans l'Arizona en 2022.

## Biographie
Margot Cecile Heumann est née 17 février 1923 à Hellenthal, proche de la frontière avec la Belgique. Elle vit au dessus d'un magasin général que ses parents, Johanna Falkenstein et Carl Heumann, possèdent et gèrent. Son grand-père habite dans la même rue. Quand Heumann a 4 ans, sa famille déménage à Lippstadt, où elle apprend à nager dans la Lippe, une rivière qui coule derrière leur jardin. Elle a une petite sœur appelée Lore Heumann.

### Persécution nazie
Lorsque Heumann a 9 ans, sa famille déménage à nouveau vers Bielefeld où elle fréquente l'école publique. Son père travaille alors pour l'Association des Juifs nationaux allemands. Un an plus tard, sa sœur et elle sont expulsée de l'école sans préavis. Leurs parents les inscrivent alors dans une école juive, où les enseignants sont des professeurs qui avaient été virés des écoles par les nazis[Selon qui ?].
En 1942, la plupart des juifs de Bielefeld sont déportés vers les camps, mais les Heumann sont envoyés à Theresienstadt. À Theresienstadt, les enfants sont placés dans des maisons des jeunes où ils reçoivent de la meilleure nourriture mais Margot et sa sœur sont séparées. Dans la maison de jeunes, Margot assiste à son premier opéra, La Bohème, et rencontre une jeune fille autrichienne appelée Ditha Neumann avec qui elle entame une relation secrète.
En mai 1943 ou 1944, la famille Heumann est déportée à Auschwitz après que Carl Heumann ait été pris en flagrant délit de vol de nourriture. Ditha Neumann et sa tante arrivent quelques jours plus tard. Les parents de Heuman ne tentent pas la sélection du travail forcé mais Neumann et sa tante le firent alors Margot Heuman choisit de les suivre. Le groupe d'environ 200 femmes qui sont sélectionnées sont transportées en train de Auschwitz vers le camp de concentration de Neuengamme. Son père meurt à Auschwitz tandis que sa mère et sa soeur sont mortes soient à Auschwitz, soit à Stutthof. Elle ne les reverra jamais.
Le groupe, incluant notamment Heumann et Neumann qui ont 16 ans à l'époque, sont les premières prisonnières à arriver à Neuengamme, où elles sont forcées à construire des abris pour les civils allemands et de nettoyer les décombres. Le groupe est déplacé dans trois camps satellites de Neuengamme, notamment Entrepôt G de juillet à septembre 1944, Neugraben de septembre 1944 à février 1945 et Tiefstack de février à avril 1945. Heumann et Neumann dorment ensemble dans un lit dans le fond de leur baraquement, ce qui dérange certains, mais la tante de Neumann les défendent, clamant qu'elles ne sont que des enfants,. Elles effectuent alors du marchandage sexuel avec des hommes afin d'obtenir de la nourriture qu'elles partagent. Au début du mois d'avril 1945, les SS ferment Neuengamme et les femmes sont envoyées au camp de Bergen-Belsen. Heuman marcha 100 km de Neuengamme vers Bergen-Belsen sans chaussures.

### Après la guerre
Heuman est libérée de Bergen-Belsen le 15 avril 1945 par des soldats anglais. Elle souffre du typhus et pèse seulement 35 kg pour 1,64 m et est hospitalisée pendant deux mois après lesquels la Croix-Rouge suédoise l'emmène en Suède pour récupérer, sans Neumann. En 1947, elle déménage à New York à la demande de son oncle qui veut rassembler ce qui reste de la famille ; elle a l'intention de n'y séjourner que pendant un an, mais elle décide de s'y installer car elle peut y vivre librement sa sexualité,. Après son déménagement, elle change l'orthographe de son nom de famille en Heuman. À New York, elle travaille en tant que nourrice et serveuse, tout en tenant également un poste au sein d'une usine de boutons. Elle entame une relation romantique avec Lu Burke qui devint ultérieurement réviseure au New York Times; les deux femmes vivent ensemble dans le West Village, à Manhattan. Au début des années 50, elles sont parfois vues dans des bars lesbiens à Greenwich Village. Burke lit le dictionnaire a Heuman afin qu'elle améliore son anglais.
Heuman fréquente le City College of New York et dans les années 50, obtient un poste à Doyle Dane Bernbach (DDB Worldwide). Elle continue de travailler pour la firme jusqu'à sa retraite. En 1953, elle se sépare de Burke car elle souhaite avoir des enfants, le considérant comme une obligation envers ses parents,. Elle épouse Charles Mendelson en 1952 avec qui elle a deux enfants, qu'elle éduque hors de la religion.
Dans les années 70, le mari de Heuman est accro aux jeux et commence à abuser d'elle, elle demande donc le divorce en 1976. À l'âge de 88 ans, elle déménage dans le Sud Ouest des États-Unis et fait son coming-out lesbien à sa famille. La nouvelle ne les surprit pas.
Heuman souffre de dépression sévère et se rend chez le psychiatre pendant des années après la Shoah. En 2018, l'historienne Anna Hájkova visite sa maison et mène une interview dans laquelle Heuman décrit sa relation avec Neumann. Elle visite le Mémorial du camp de concentration de Neuengamme en 2019, où elle est interviewée par des écoliers. À partir de mai 2020, elle est alors âgée de 92 ans et vit dans la Green Valley, au sein du désert de l'Arizona, avec son chien. Elle décède à l'âge de 94 ans le 11 mai 2022, au Green Valley Hospital.

## Importance historique
Margot Heuman est la première femme connue comme ayant survécu aux camps de concentration nazis malgré sa condition juive et queer. Même si elle discute de nombreuses fois sa queerness dans des interviews pour les archives de l'Holocauste, ces archives gardent cela caché, décrivant plutôt Neumann comme sa meilleure amie. Dans une article sur Heuman dans le journal allemand Der Tagesspiegel, l'historienne Anna Hájková écrit « Es ist tragisch, dass homophobe Vorurteile verhindert haben, dass etliche queere jüdische Frauen, die KZs überlebten, Zeugnisse ihres Leben hinterließen. Auch deswegen sollten wir Margots Geschichte aufmerksam zuhören. » (« Il est tragique que les préjugés homophobes aient empêché un certain nombre de femmes juives homosexuelles ayant survécu aux camps de concentration de laisser des témoignages de leur vie. »), soulignant donc que l'histoire de Heuman est d'autant plus importante à cause de cela.

## Théâtre
Une pièce documentaire intitulée The Amazing Life of Margot Heuman, basée sur les entretiens d'Anna Hájková avec Heuman, fait sa première performance en ligne durant Brighton Fringe en juin 2021. Dirigée par Erika Hughes, la pièce en un acte inclut les personnages de Hájková et Heuman. Hájková est jouée par une actrice de son âge, alors que l'actrice jouant Heuman est au début de la vingtaine, proche de l'âge de Heuman durant l'Holocauste. Les personnages brisent le quatrième mur pendant la pièce.